# 鹿澤長
鹿澤長（？—？），字春如，中國清朝官員，山東福山縣（今烟台市福山区）人。嘉庆癸酉科拔贡，曾在陕西、江西、浙江等地为官，官至宁绍台道。
嘉慶二十三年（1818年），鹿澤長接替胡振遠擔任台灣府嘉義縣知縣。嘉慶二十五年（1820年），因故遭福建巡撫韓克均參奏革職。道光二十五年（1845年），已輾轉升為道員的鹿澤長曾參與中《南京條約》後續談判。
今山東福山區有其故居遺跡。